# مطبخ لبناني

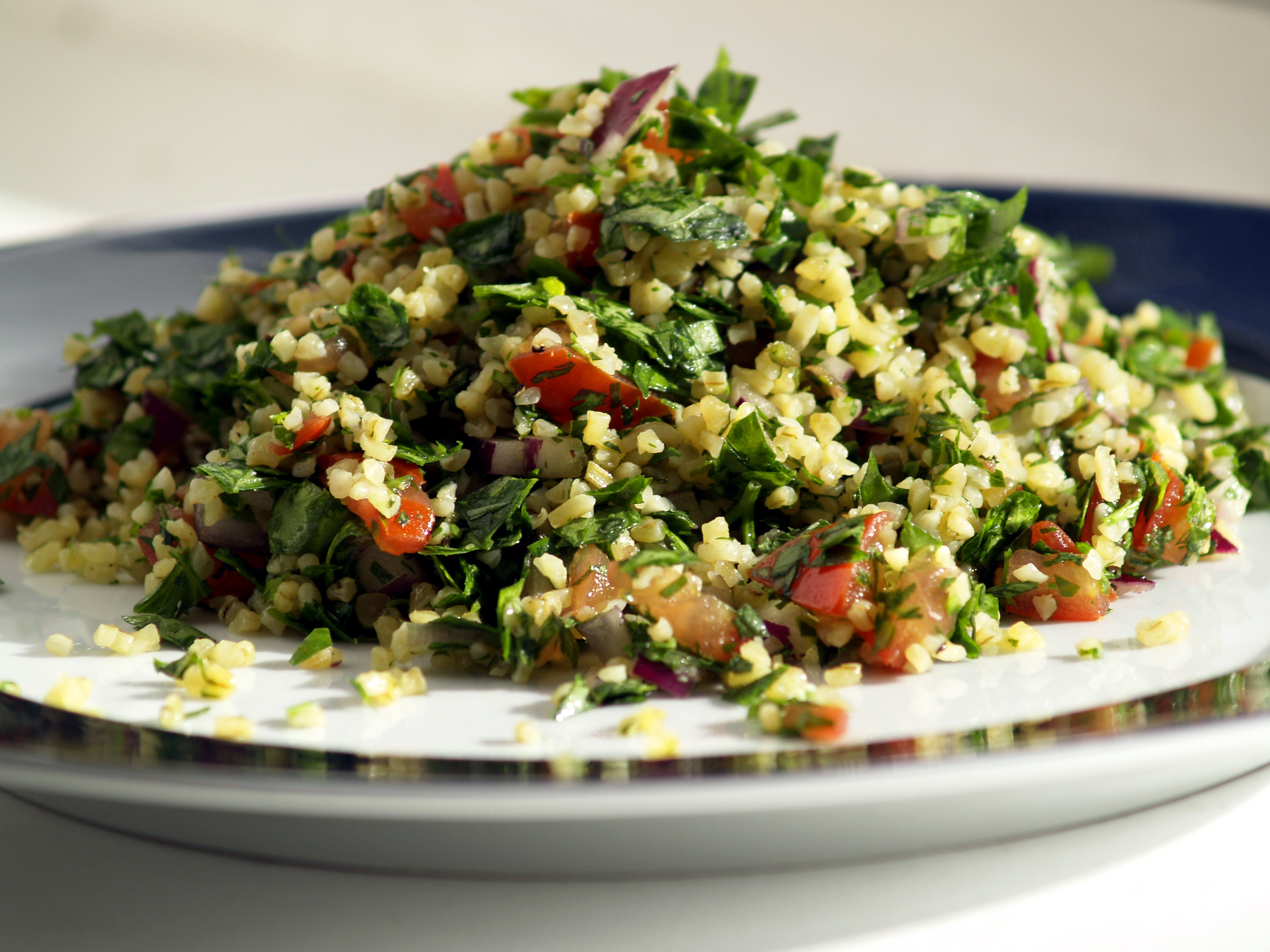
تبولة لبنانية.

المطبخ اللبناني أو المأكولات اللبنانية هو جزء من المطبخ الشامي المنتشر في بلاد الشام والأقاليم السورية الشمالية ومناطق من العراق. حصل المطبخ اللبناني على شهرة عالمية وبخاصة مشوياته وأطباق المقبلات المتنوعة التي تعرف بالمازة بفضل انتشار اللبنانيين في أنحاء المعمورة. ويعتبر الطعام اللبناني من أفضل الأطعمة الصحية لاستعماله المواد الصحية مثل زيت الزيتون الثوم الليمون الخضراوات المشكلة.
تأثر المطبخ اللبناني بطرق طهي من ثقافات مطبخية عبر العصور مثل المطبخ العثماني، والمطبخ العربي والمطبخ الشرق أوسطي وبخاصة مطبخ البحر الأبيض المتوسط، إلا أن حب اللبنانيين للمرح ولذة الطعام أضاف العديد من خاصيتهم التي جعلت المأكولات مميزة.
يضم المطبخ اللبناني تشكيلة واسعة ومنوعة من الأطعمة من مقبلات ومشاوي ومقالي ويخنة وغيرها من الأصناف اللذيذة. يعرف المطبخ اللبناني بثرائه بالنشويات، والفواكه، والخضروات وثمار البحر.

## تاريخ المطبخ اللبنانى
يُعتبر المطبخ اللبناني جزءا من مطبخ بلاد الشام وأيضاً من المطابخ القديمة. يُمكن إرجاع العديد من أطباقه إلى آلاف السنين لعصر الحكم الروماني والفينيقي. في الفترة الأخيرة تأثر المطبخ اللبناني بالحضارات الأجنبية المختلفة التي احتلت السلطة هناك. فمن عام 1516 إلى عام 1918 سيطر الأتراك العثمانيون على لبنان وقدموا مجموعة متنوعة من الأطعمة التي أصبحت من الاطعمة الأساسية في النظام الغذائي اللبناني، مثل طهي الحمل (خروف صغير). ثم بعد هزيمة العثمانيين في الحرب العالمية الأولى في الفترة (من 1914 إلى 1918)، سيطرت فرنسا على لبنان حتى عام 1943، عندما حققت لبنان استقلالها. قدم الفرنسيون بعض الأطعمة مثل الفان، حلوى الكراميل التي يعود تاريخها إلى القرن 16 الميلادى، وكرواسون.
ويعتبر البعض أن المطبخ اللبناني خليط من مطابخ عديدة وفدت إلى لبنان واستقرت بوتيرة متحركة وعبر حقب زمنية مختلفة وامتزجت بما كان عليه المطبخ اللبناني التقليدي بحيث صارت تعتبر جزءاً لا يتجزأ من هذا المطبخ.
وقد أدى الانفتاح الثقافي الذي يميز عصرنا الحالي إلى إحداث بعض التحولات في المطبخ اللبناني إلا أنها لم تشمل المناطق اللبنانية كافة لا بالوتيرة نفسها ولا بالحجم نفسه. وكانت الأرياف أكثر ممانعة ومحافظة على التقاليد.
ويسعى أخصائيو الطبخ اللبنانيون والمهتمون بالسياحة لتثبيت الخاصية الثقافية اللبنانية المتعلقة بالطبخ للمحافظة على هوية لبنان الثقافية من خلال تسجيل بعض أصناف المأكولات التي رافقت السُفرة اللبنانية منذ زمن بعيد، في موسوعة جينييس للأرقام القياسية على أنها مأكولات لبنانية.
وتساهم -أيضًا- وسائل الإعلام في الحفاظ على هوية المطبخ اللبناني من خلال البرامج التلفزيونية الخاصة بالطبخ التي تبثها، وقد كان لها دور بارز في تثبيت الهوية المطبخية اللبنانية عند تسجيل لبنان الأرقام القياسية لأكبر صحن حمص وتبولة في موسوعة جينيس.

## وصفات الأكل حسب المنطقة في لبنان
تنسب الوصفات التالية إلى هذه المناطق في لبنان، على الرغم من وجودها الآن كأطباق رئيسية في معظم المنازل اللبنانية لكن هناك وجود لأختلافات محلية.
- عين زبدة: الحريشة (القمح ولحم البقر)
- عجلتون: معكرون (معجنات مسلوقة يضاف إليها ليمون وثينة)
- عالي: تبولة (تبولة مطبوخة بالعدس مع سمن بقر)
- بعلبك: صفيحة بعلبكية (معجنات نفخة محشوة)
- باينو: كبه ولحم (لحم مخلوط بالقمح المهروس واللحم المنقوع في الخل)
- بسكنتا: مخلوطة (لحم، أرز، مكسرات)
- بيروت: سمكة حارة وأخطبوط (سمك حار وأخطبوط)، روست.
- بيت شباب: رز بدجاج (دجاج بالأرز)
- بيت مري: كبة لقطين (لحم بنكهة اليقطين)
- بيت الدين: قفطان بيثين (لحم متبل مع مركز السمسم)
- برمانا: دلة محشي (قفص ضلع محشو)
- بشري: كوسا بلبن (كوسة محشوة بالأرز واللبن المطبوخ باللبن)
- ضهور الشوير: شيش برك (كرات العجين المحشوة باللحم البقري المطبوخ باللبن الزبادي)
- دوما: لبن إمّو (زبادي مطهو ولحم ضأن بالأرز)
- اهدن: كبة زغرتاوية (لحم مطبوخ بالفرن ومزيج من القمح المكسر)
- الكورة: أبو شوشة (طوب توبينامبر وعدس)
- فرزول: فريكة (لحم مطبوخ مع اللحم)
- إهمج: غمّة (أمعاء بقرة محشوة)
- جبيل: كوسا وورق عنب (كوسة محشوة، كروم العنب وشريحة لحم)
- كفر مشكي: كبه بالكشك (لحم مخلوط بالقمح والزبادي)
- مرجعيون: أوراق كرمة مع سكواش ودجاج مشوي
- النبطية: صفيحة (فطائر اللحم ذات الوجه المفتوح المصنوعة من لحم الضأن المطحون
- القلمون: عصير جزر طازج مع آيس كريم بالداخل
- رأس المتن: فتة (زبادي، خبز مقلي وجوز)
- رشانة: مجدولة فصول (عدس وفاصوليا)
- راشيا الوادي: كبه حيلة (كرات اللحم)
- صغبين ومشغرهين: زنكول لبن (معجنات مملوءة بالزبادي والزبادي)
- الشوف: فتنة بتنجان (زبادي، خبز مقلي وباذنجان)
- صيدا: رز بالفول (الأرز والفول الأخضر)
- طرابلس، لبنان: مجدرة وفتوش (عدس مطحون وسلطة)
- صور: صيّادية (الأرز والسمك)
- زحلة: كبة زحلاوية (خليط من اللحم والقمح المكسر)
- العباديّة:كبة بطاطا (لحم مفروم مع بطاطا وبصل ومكسرات)

## مكونات المطبخ اللبناني

### 'الخضار
يستهلك اللبنانيون الكثير من الخضراوات والبقليات كل يوم. ويعتمد عادة على محصولات وادي البقاع الوفيرة مثل الخس والملفوف والبقدونس والبطاطا والبندورة والكوسا والباذنجان والبصل والثوم. والمحاصيل الورقية مثل النعناع والبقدونس والزعتر والكزبرة.

### اللحوم
كمعظم العرب، يفضل اللبنانيون لحم الضأن ذي اللية، أي الذيل المدهن، لنكهتها الفريدة وبخاصة أهل الساحل. ويفضل أهل الجبال تناول لحم الماعز. ويستعمل اللحوم الحمراء مثل: لحم عجل بشكل أقل. كما يستعمل لحم الدجاج كثيرًا. أما الأسماك، فهي مرغوبة كثيرًا إلا أنها مرتفعة الثمن إذا كانت طازجة لقلة توافرها، فيعمد اللبنانيون إلى الأسماك المستوردة أو المعلبة.

### الفواكه
طبيعة لبنان وخاصة الجبلية تسمح له بزراعة مختلف أنواع الفواكه ذات النكهة الطبيعية والفائدة الصحية. ويستعمل اللبناني هذه الفواكه في طعامه النيء والمطبوخ. ومن أشهر الفواكه اللبنانية: التفاح، البطيخ، المشمش، التوت، الكرز، الليمون، والموز، الخوخ، الدراقن، النكترين، الأكي دنيا، الإجاص وغيرها.

### البهارات
يعتمد اللبنانيون على أنواع غير حارة من البهارات مثل الفلفل الأسود والفلفل الأبيض والبهار الحلو والسماق والقرفة واليانسون والقرنفل والكمون. الكزبرة، المحلب، الحلبة، جوزة الطيب، الهال، الزنجبيل وغيرها. ويدخل استعمال الثوم في الكثير من الأطباق.

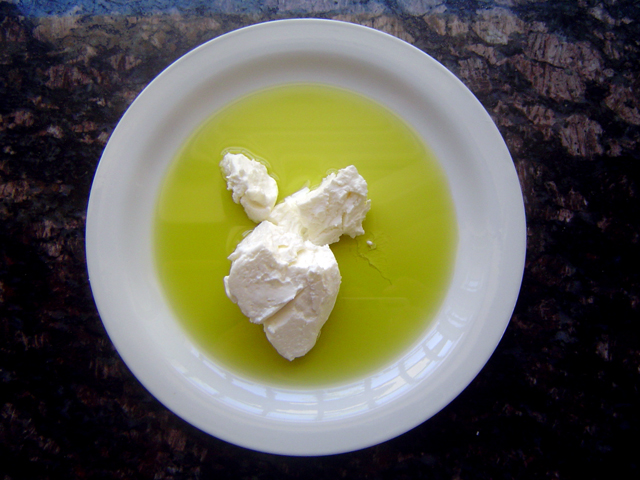
اللبنة مع زيت الزيتون

### المأكولات المصنعة
يأكل اللبنانيون العديد من المأكولات المصنعة مثل اللبنة الجبن على أنواعه والمربيات الزبدة ودبس الخروب.

## طريقة الطهي
في العادة، يتم طهي المأكولات اللبنانية إما بالشوي أو القلي بالزيت أو يلوح بزيت الزيتون أو الزبدة. لا تستعمل الكريما بالطهي إلا مع الحلويات. كثيرا ما تؤكل الخضروات نيئة أو مخللة.

## المشروبات

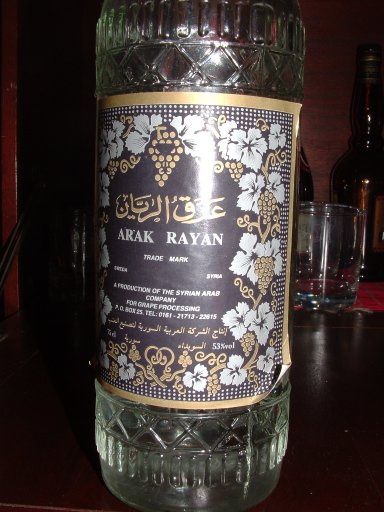
عرق الريان، نوع كحول شهير في لبنان

هناك العديد من المشروبات التي تدخل في المطبخ اللبناني. 

### المشروبات غير الكحولية
من المشروبات غير الكحولية المنتشرة: العيران (لبن زبادي مع ماء وملح)، الجلاب (منقوع التمر مع البخور)، القهوة التركية (بن مطحون ناعم مغلي لفترة طويلة)، قهوة بيضاء (ماء مغلي مع سكر وماء الزهر)، ماء الورد، قمر الدين (منقوع المشمش)، الشاي، الحليب المطعم بالقهوة أو الشاي. وهناك العديد من المشروبات الغازية الوطنية والعالمية المصنعة محليا والمستوردة.

### المشروبات الكحولية
من أشهر المشروبات الكحولية فهي العرق (تقطير اليانسون مع العنب). ويشتهر لبنان ببعض أنواع النبيذ والبيرة (الجعة). وينتشر استهلاك الكحول المستوردة بالأخص الويسكي والكونياك.

## الحلويات
تقدّم الحلويات اللبنانية على أنواعها في جميع المناسبات والعزومات وتشتهر كثيراً في عيد الفطر وعيد الأضحى.
نذكر بعض الأنواع:
- البقلاوة.
- ليالي لبنان: تتكوّن من الحليب، السكر، السميد، ماء الزهر، ماء الورد، المستكة، القشدة، فستق الحلبي المطحون، موز، صنوبر ولوز محمّص، عسل أو قطر
- صفوف" قطع صغيرة مغطّاة بالقلوبات. تحضّر من الدقيق، السكر، الزيت، البايكنغ باودر، العقدة الصفراء واليانسون الحب، وطحينة السمسم.
- الغريبة نوع من البسكويت يصنع من عدة اصناف من اللوز والفستق وجوز الهند. مصنوعة من السمن والطحين والسكر.
- قشطة: خاثر الحليب الطازج يقدم مع العسل واللوز
- كعك بحليب: أقراص أو شرائط دائرية. تحضّر من الحليب، الطحين، السكر، الخميرة، البايكنغ باودر، ماء الورد، ماء الزهر، المحلب، الزيت مع إضافة الماء الفاترة بحسب الحاجة.
- رز بحليب[5] ارز مطهو بالحليب ومحلى بالسكر، وماء الزهر والمستكة.
- حلاوة الجبن: يصنع من الجبن، والحليب، والسكر وطحين الفرخة، يوضع عليه القشطة، ويحلى بالقطر وبعض الفستق الاخضر الناعم وبتلات من مربى زهر الليمون الأحمر لتزيينه.
- حلاوة الشميسة تشبه الراحة التركية إلا انها عبارة عن دوائر ترق بالسكر البودرة وتحشى بالقشطة الطازجة، مصنوعة من طحين الأرز أو النشاء مع السكر
- حلاوة الرز بالجبنة
- المهلبية: حليب مطبوخ مع النشا حتى يتكثف المزيج ويصبح له قوام أغلظ ومحلى بالسكر ثم تصب في اطباق وتزين بالمكسرات أو القرفة أو مربى البرتقال. وأحيانا يعمل قمر الدين أو برتقال ليزين وجهها بطبقة رقيقة حلوة.
- القشطلية: مصنوعة من الحليب، المستكة المطحونة ودقيق الذرة من غير سكر، لتقدم باردة مع القطر والموز والمكسرات.
- النمورة.ومكونة من سميد الفرخة وطحين وسكر ومحمرة بالفرن لتصبح ذهبية وتسقى بالقطر الدافئ. تقدم باردة مزينة بالمكسرات
- المعمول.
- معمول مد بقشطة.
- معمول مد بجوز.
- القطايف.شبيه البانكيك بلا بيض
- الشعيبيات.
- زنود الست.[6]
- الكلاج.
- العوامة.
- المشبك.
- الجزرية.
- الفستقية.
- السمسمية.
- المغلي.
- السحلب.
- الغريبة (كوكيز الطحين).[6]

## الأكلات
- يخنة القرع.[7]
- مكمور الباذنجان.[7]
- حمص بيروتي.[7]
- بطاطس بوريه باللبن الرايب.[7]
- سلطة الروكا (الجرجير) اللبنانية.[7]
- الكبيبة الشامية.[7]
- مكدوس.
- فتوش.
- محشى ورق عنب.
- فلافل.
- باباغنوج.
- كبه نيه.
- كفته.

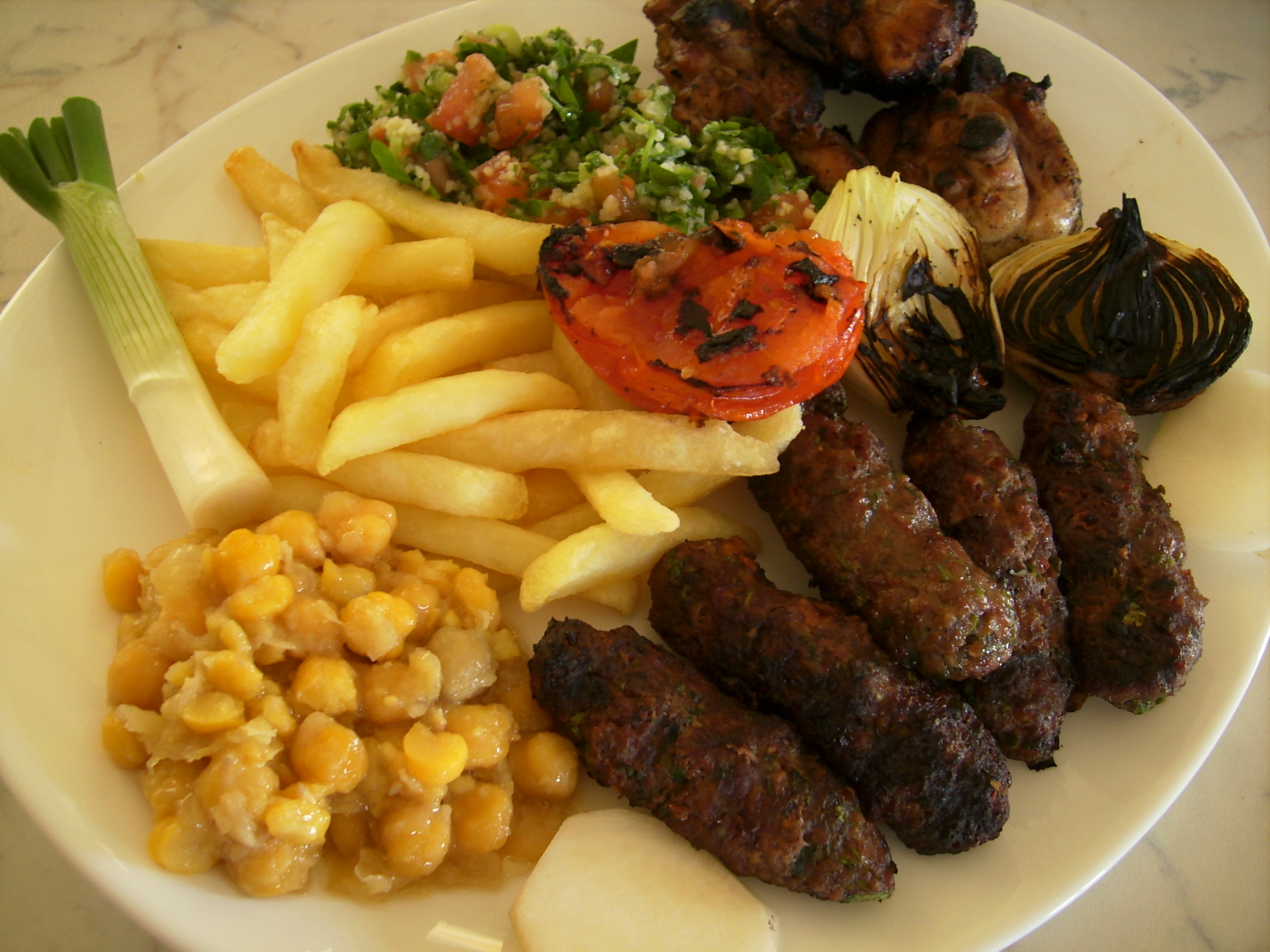
مجموعة من المأكولات اللبنانية
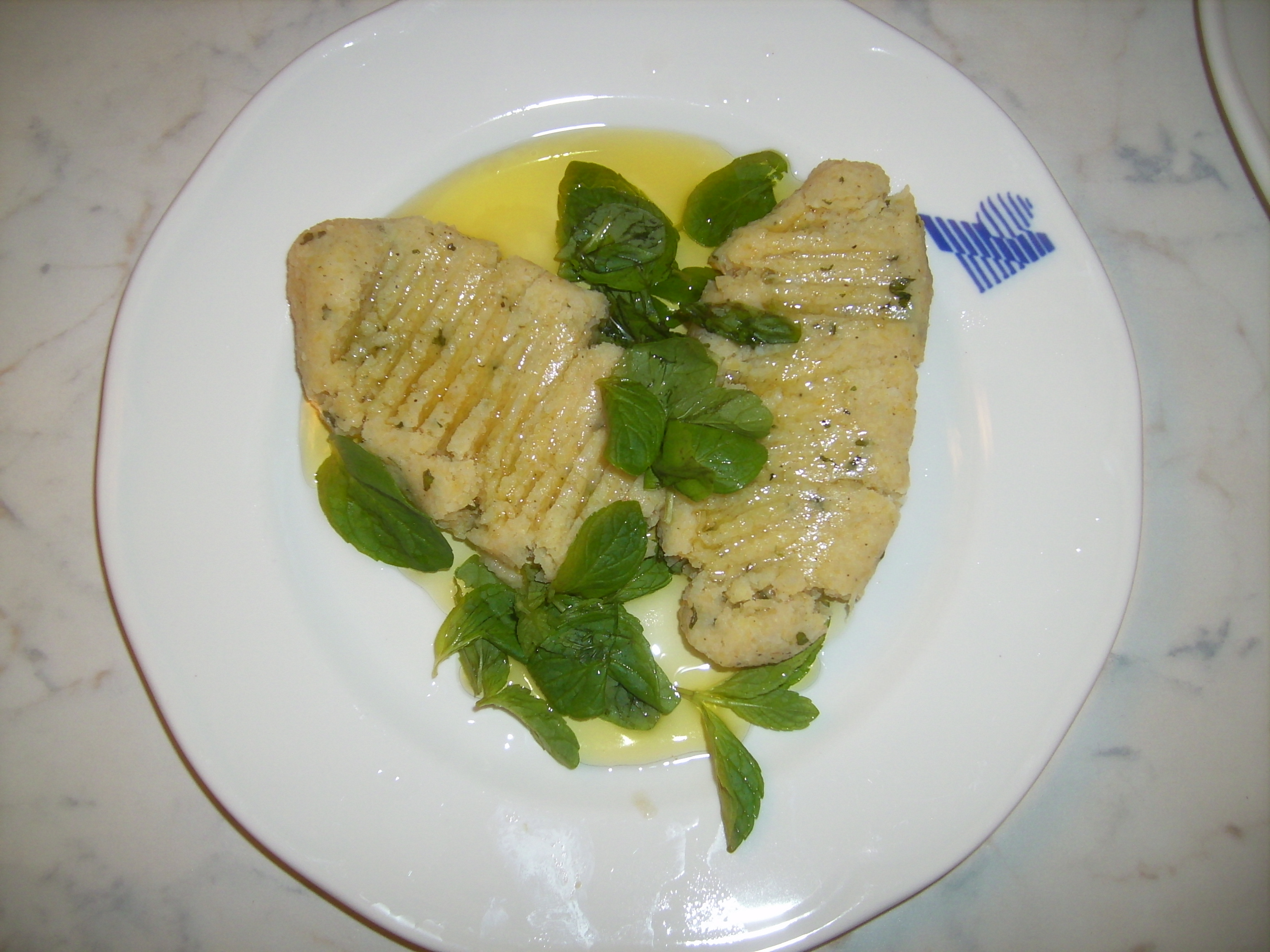
كبة بطاطس
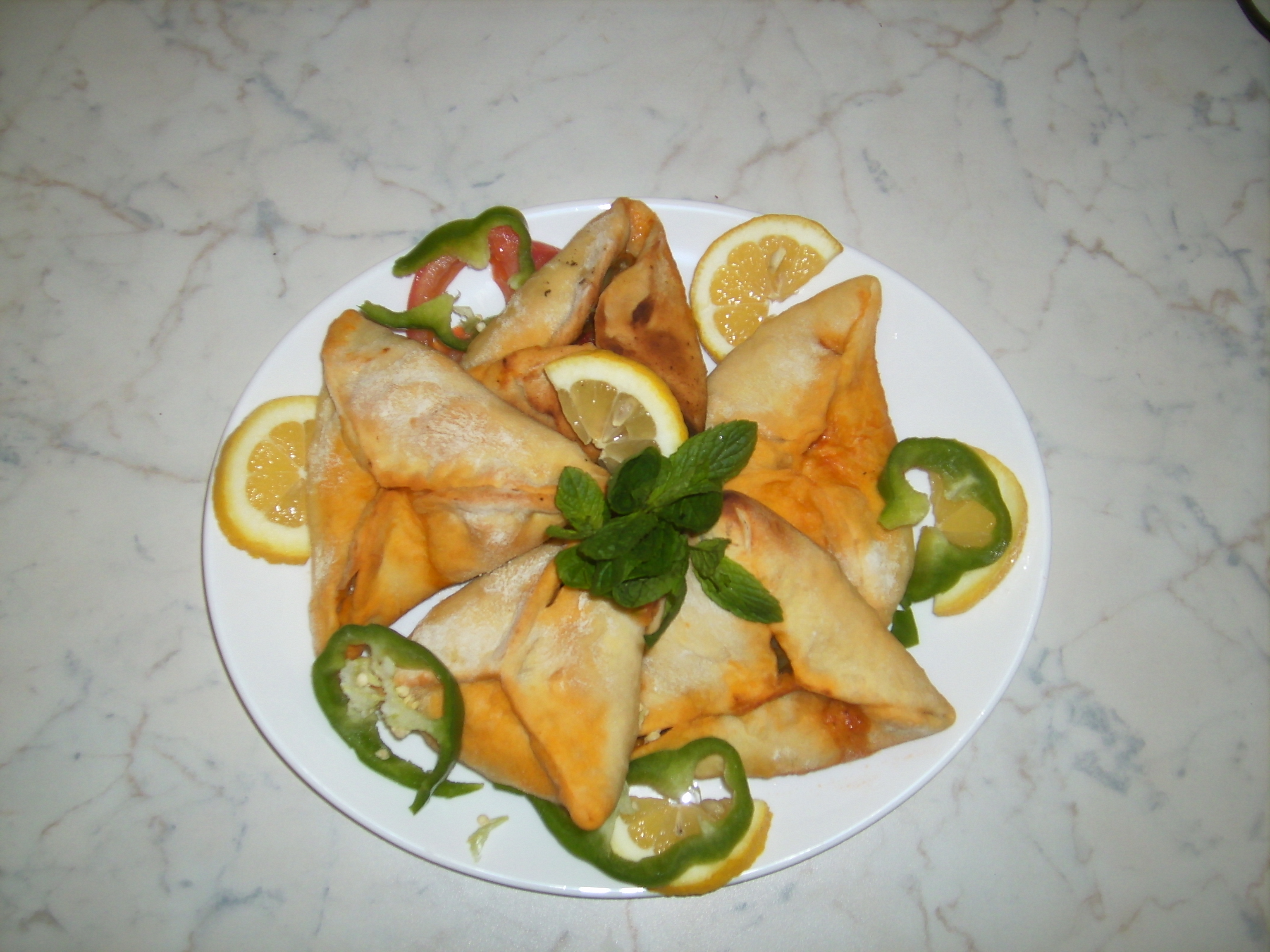
فطائر بالسبانخ
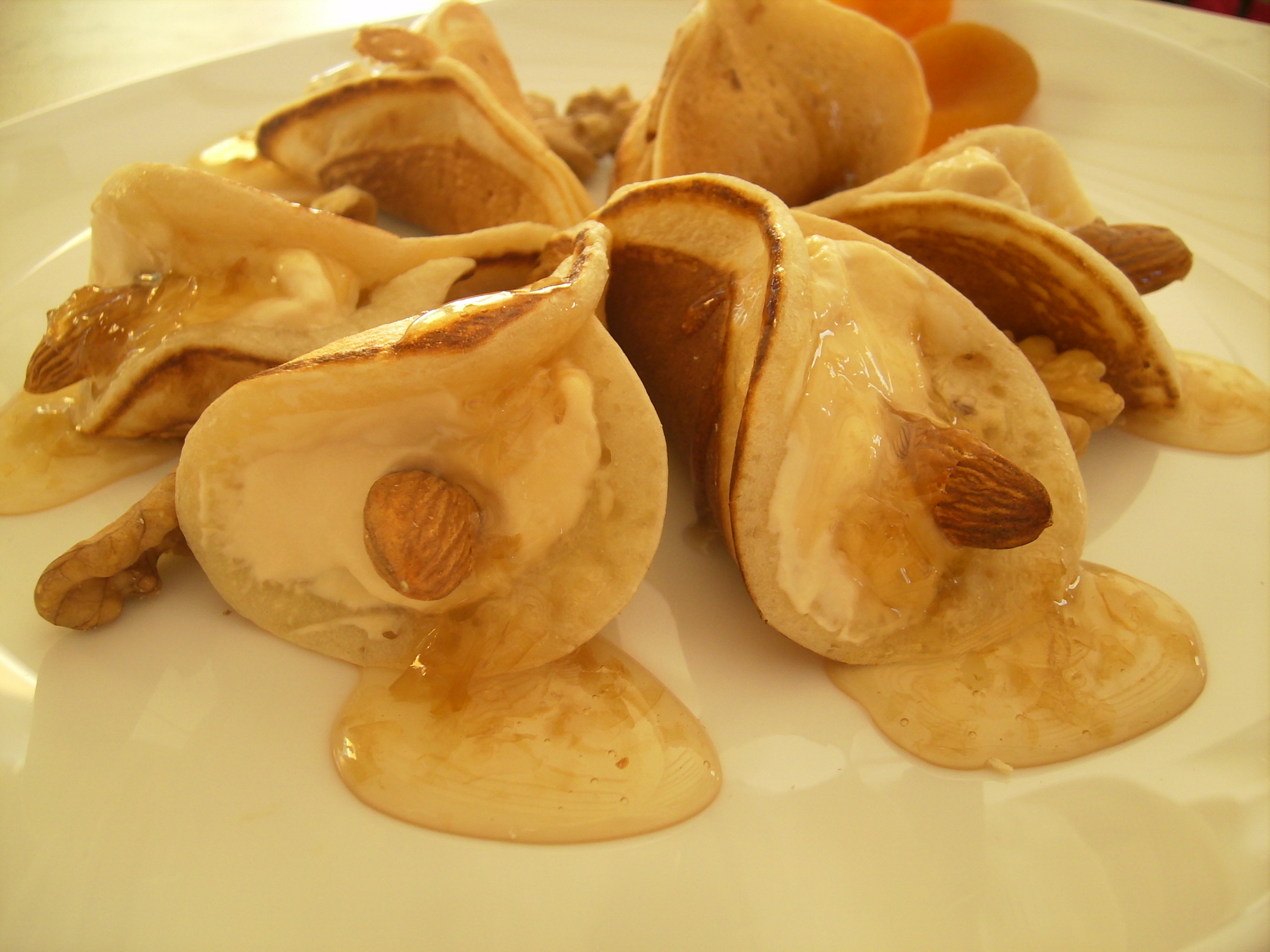
قطايف عصافيرى
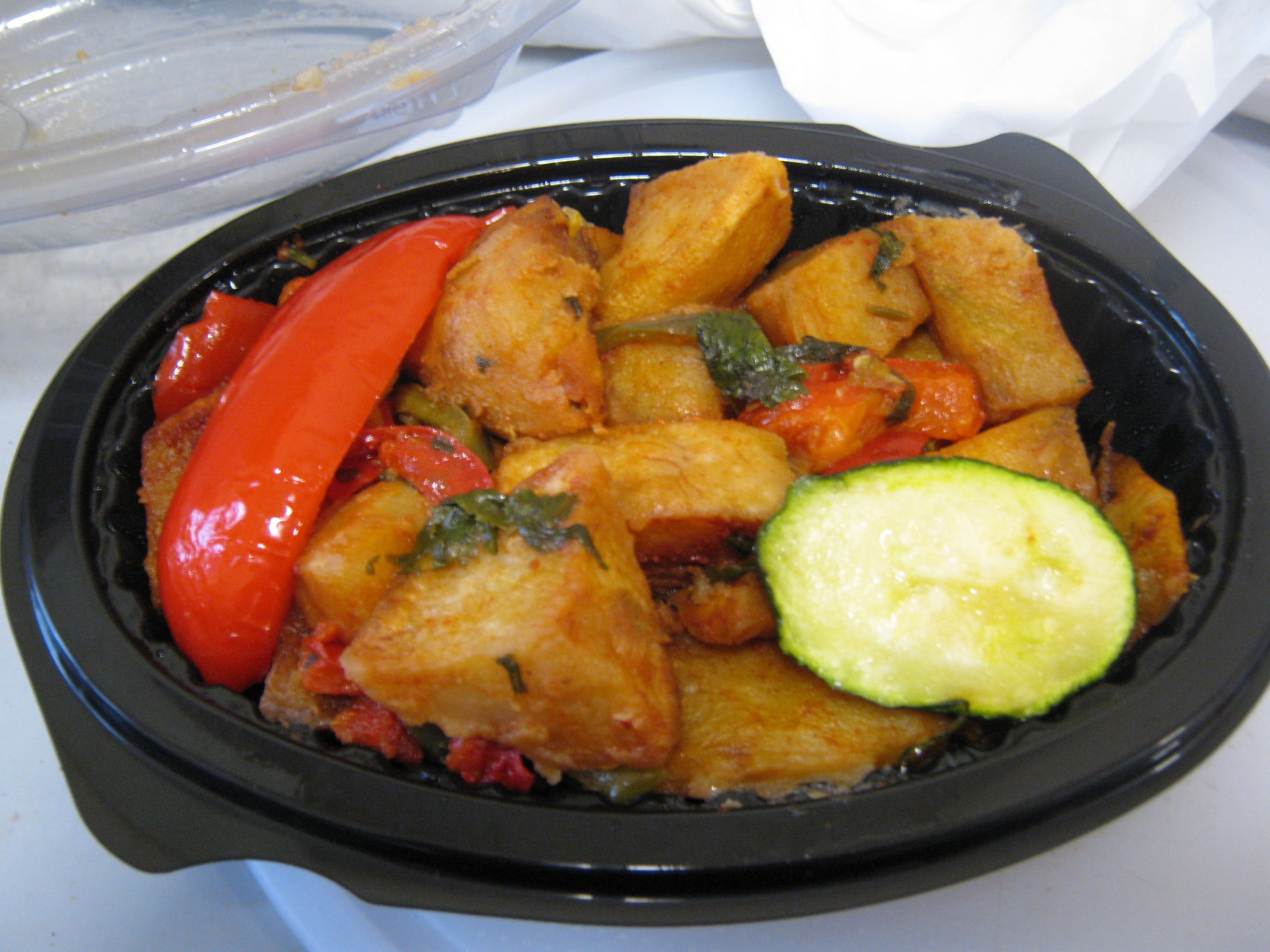
بطاطا حارة
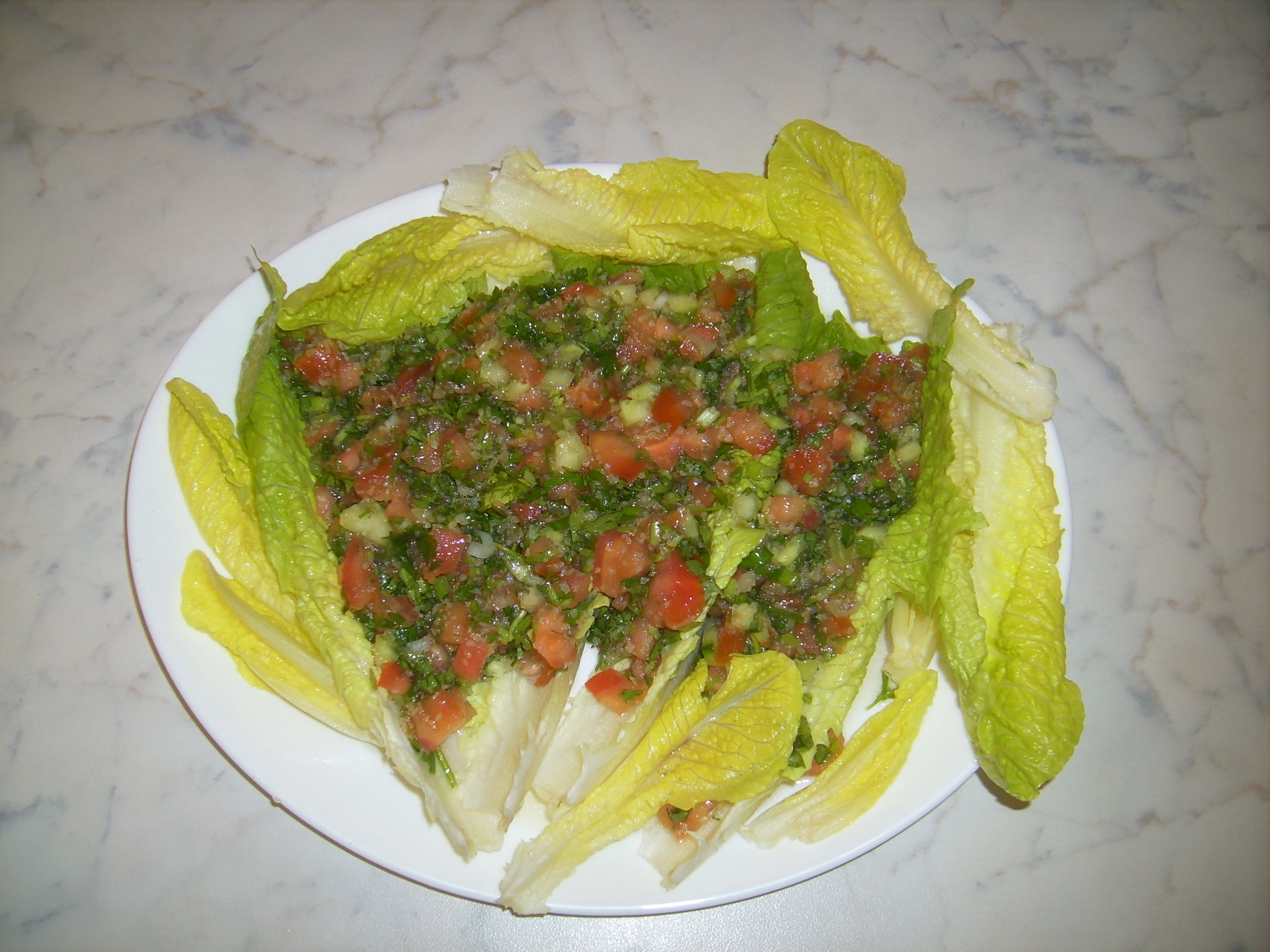
تبولة
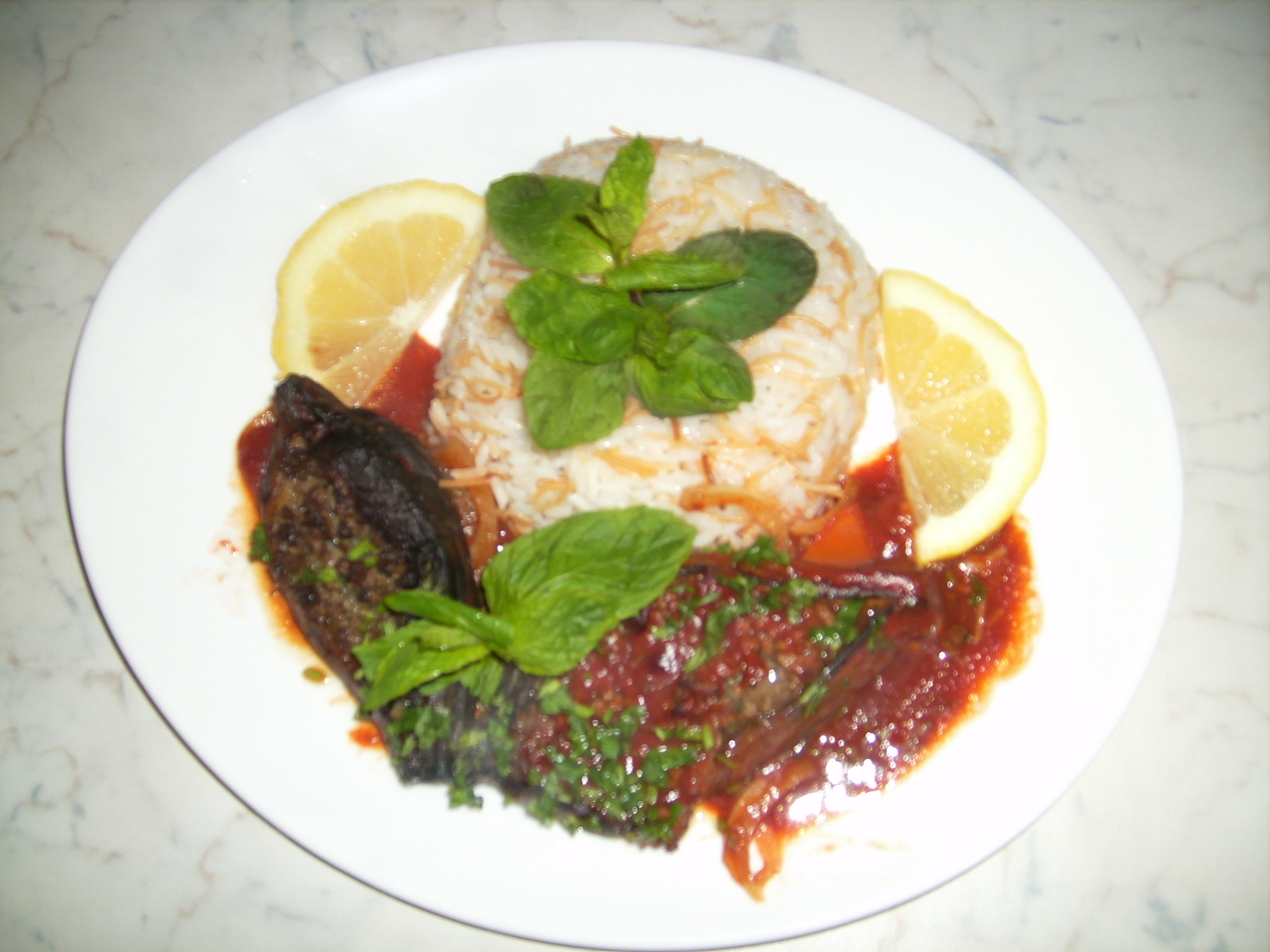
الشيخ محشي يقدم مع الأرز
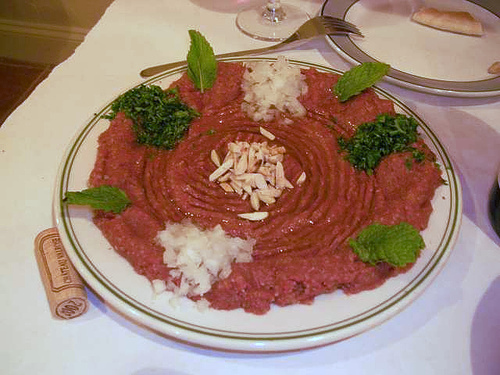
كبة نيه
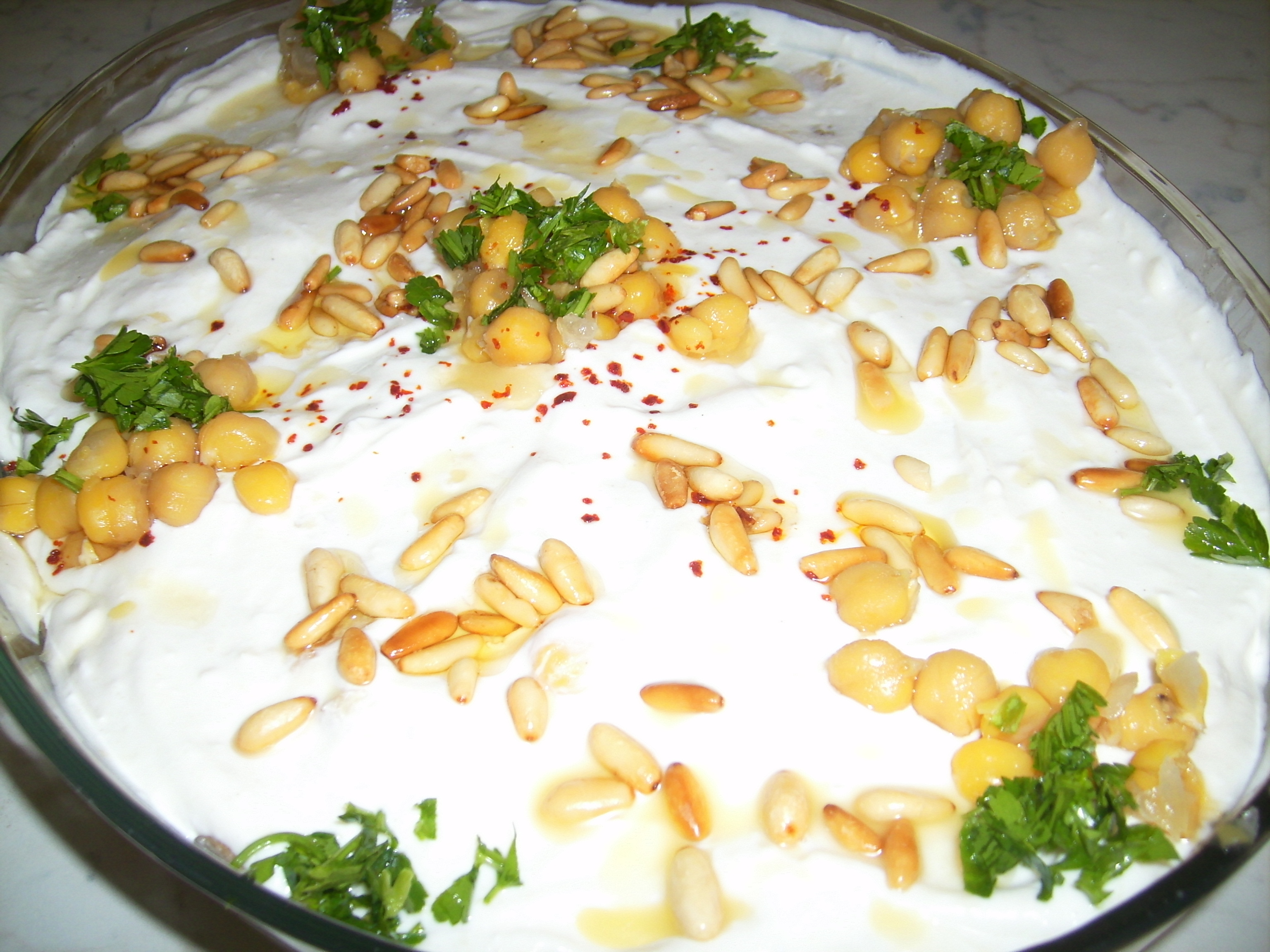
فته حمص
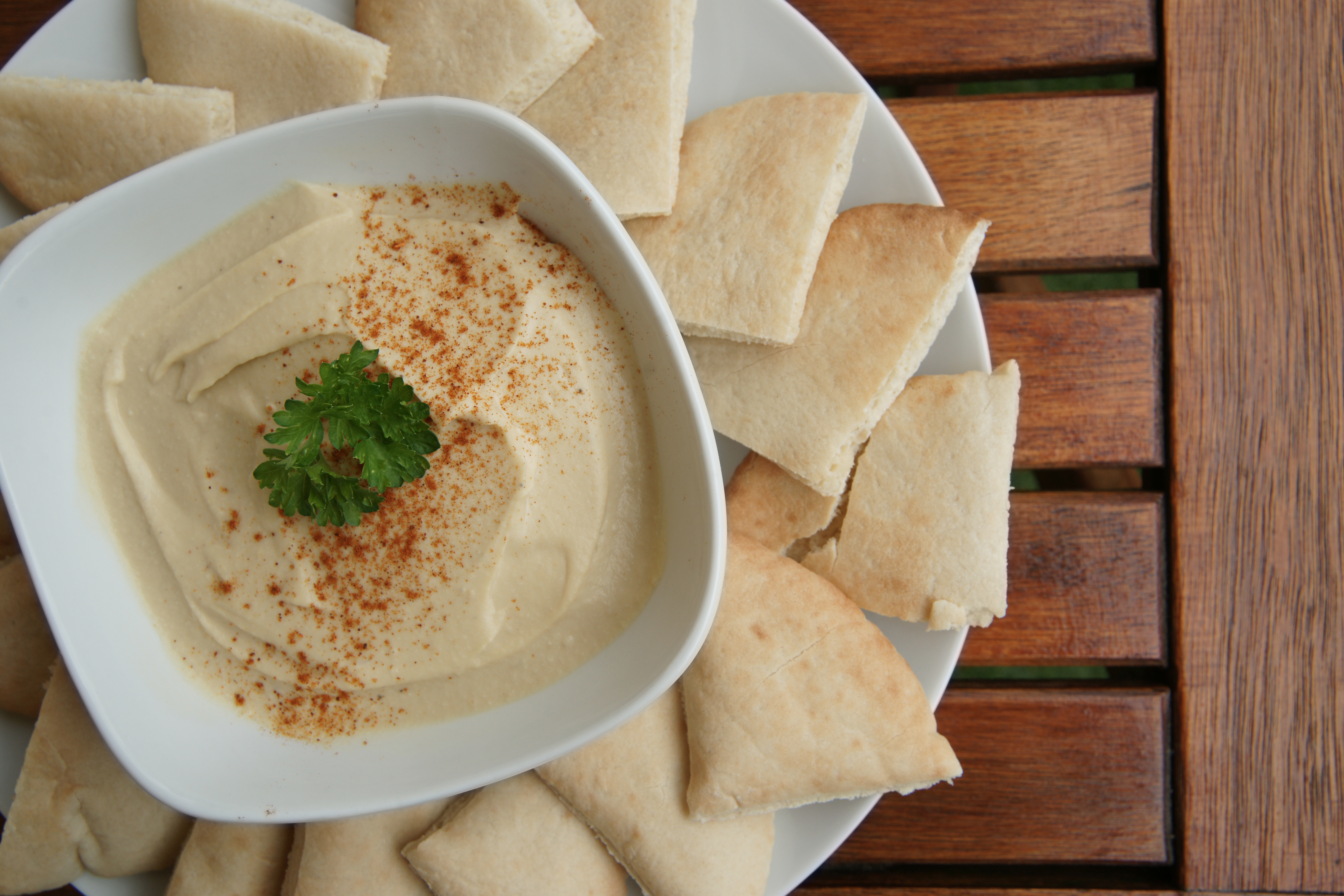
حمص وخبز البيتا
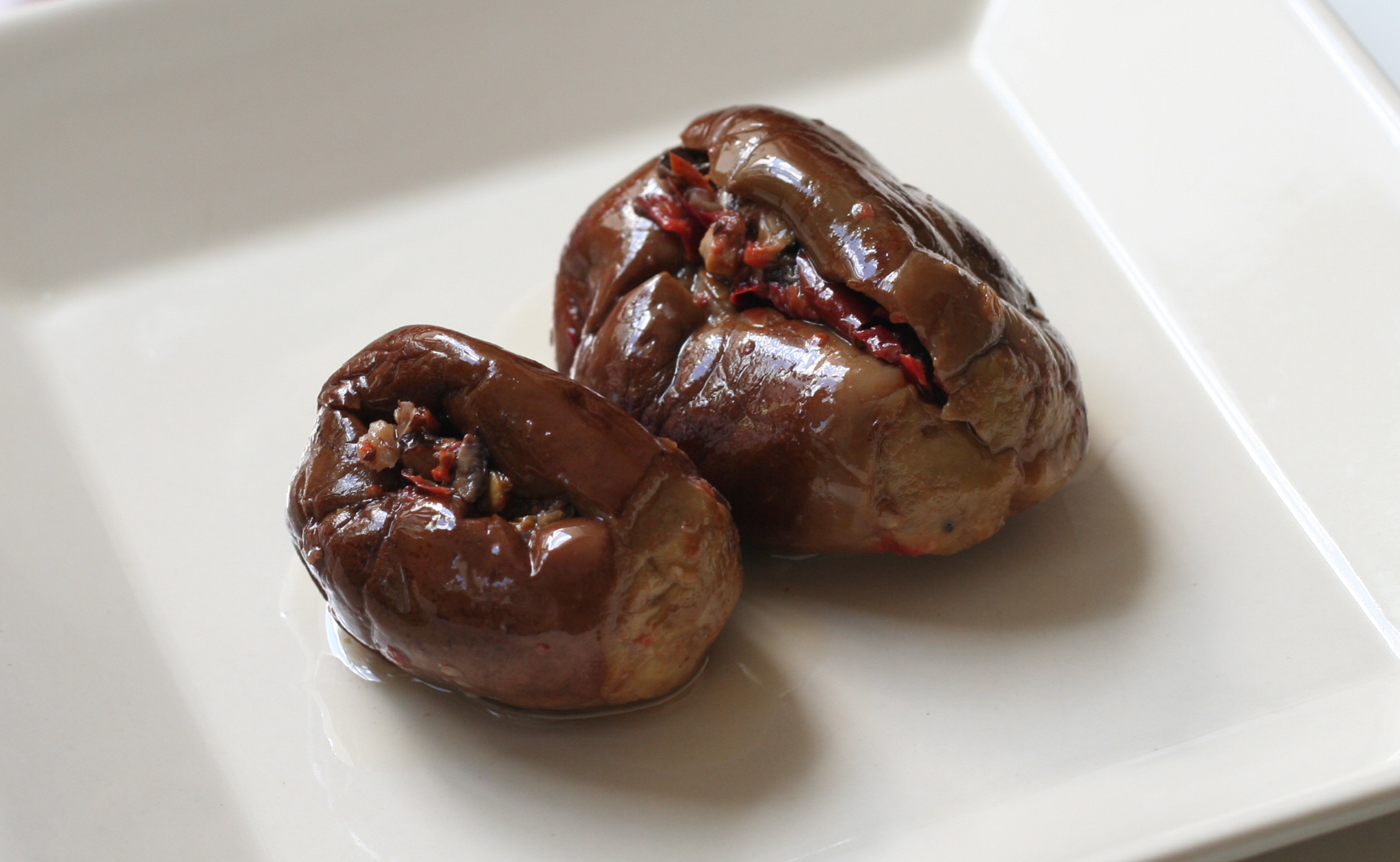
مكدوس
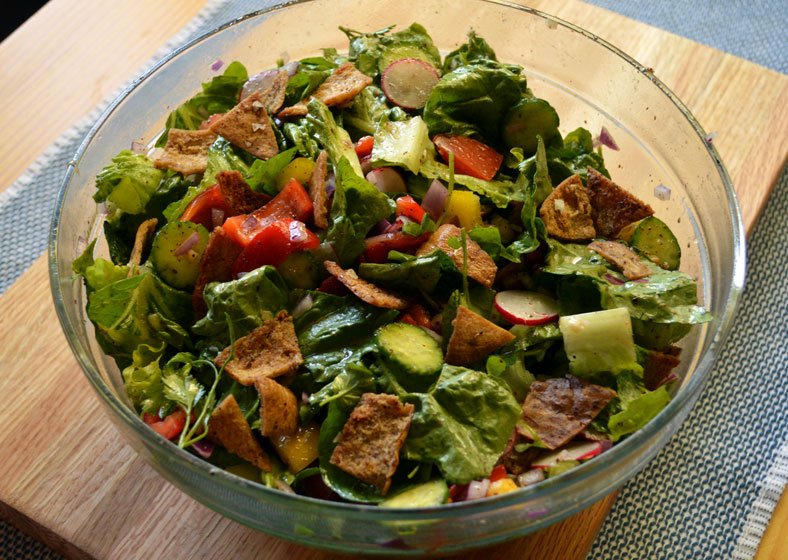
فتوش
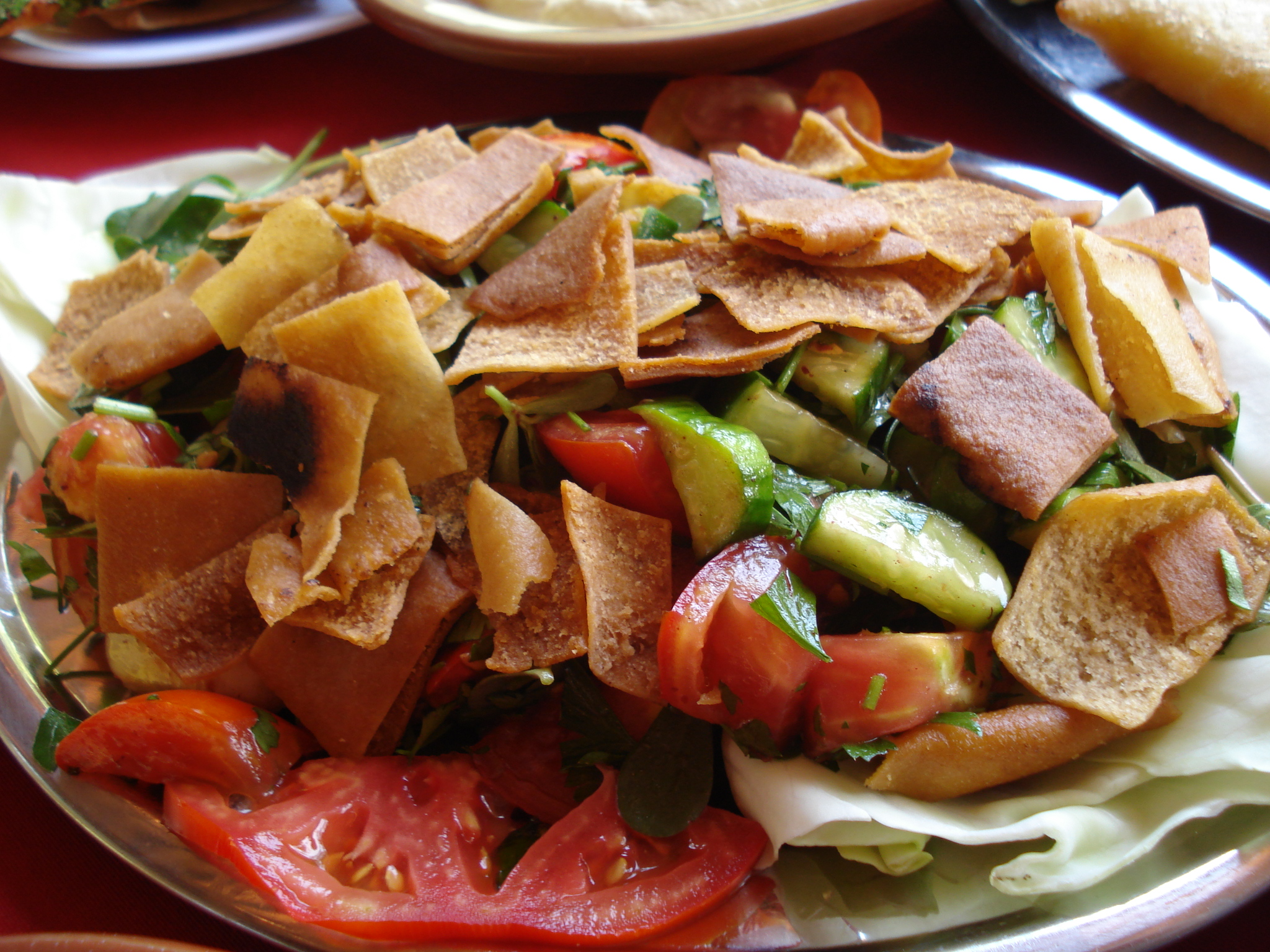
فتوش
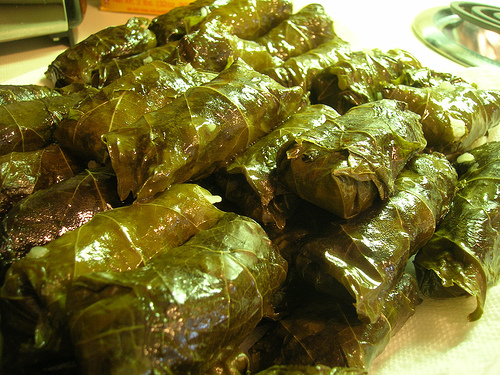
محشى ورق عنب
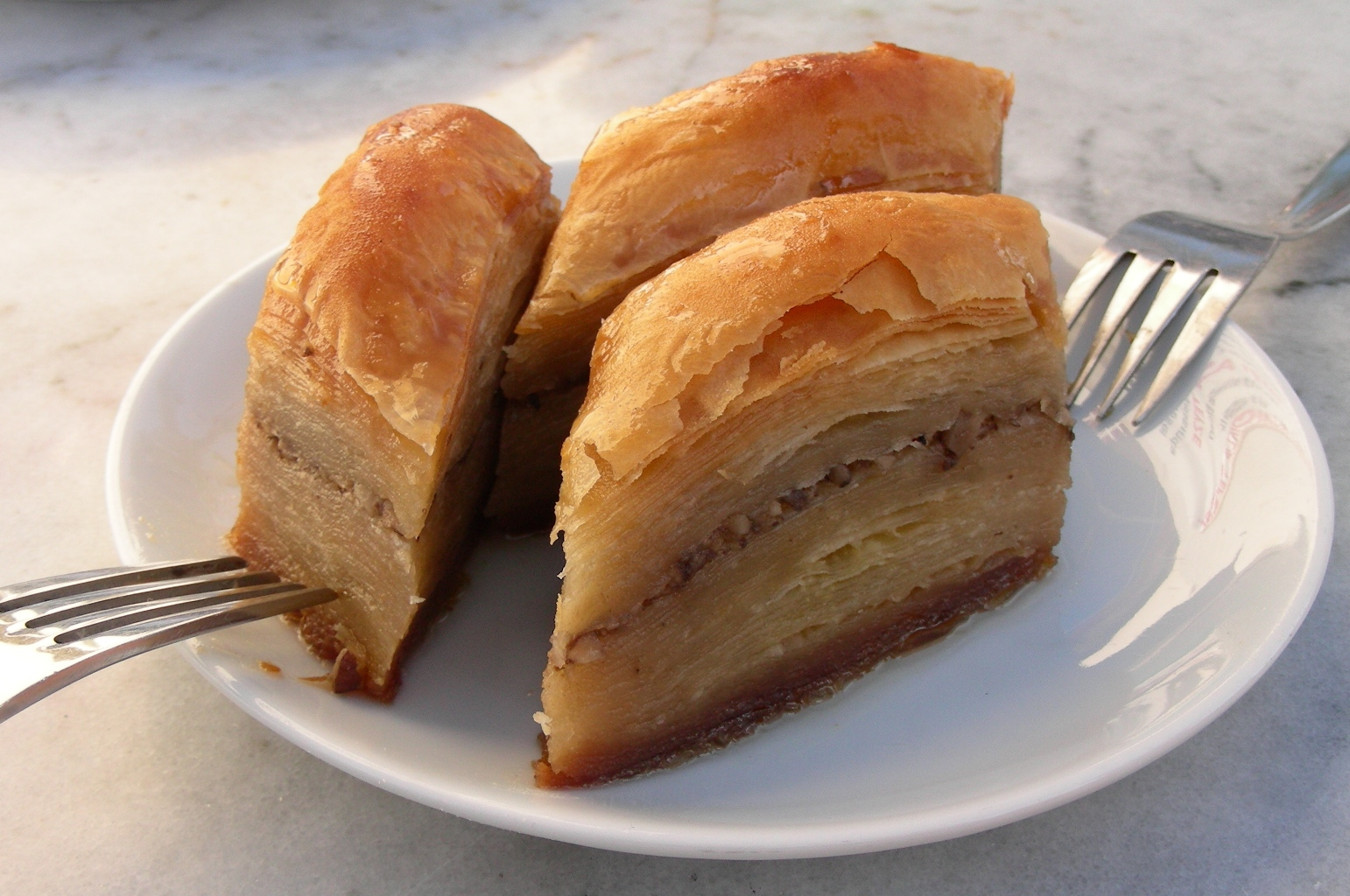
بقلاوة
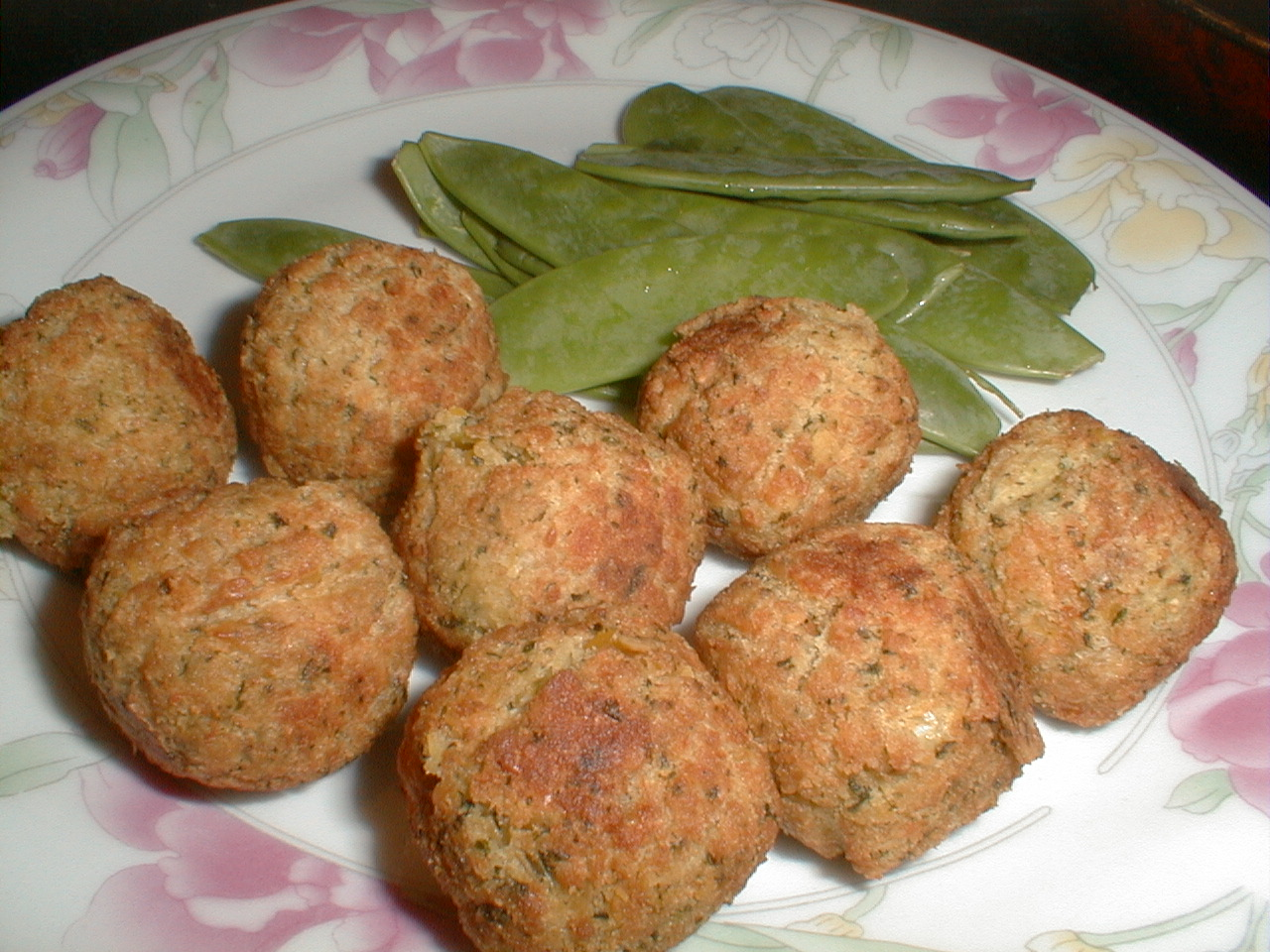
فلافل